# 周廷用
周廷用（1482年—1534年），字子賢，號八公、八厓子，湖廣岳州府華容縣人，匠籍，明朝政治人物。

## 生平
正德五年（1510年）庚午科湖廣鄉試第八名。正德六年（1511年）辛未科進士第三甲第一百六十六名進士。授宣城县知县，十一年十月选授陕西道試監察御史，十四年巡按贵州，十五年十一月升浙江按察司佥事，嘉靖二年七月进福建右参议，四年七月升四川按察司副使，九年七月升江西按察使，三载入觐铨部，都御史汪鋐首摘黜之。嘉靖十三年甲午卒，年五十三。

## 家族
曾祖周文誠；祖父周思晉；父周均昂，母傅氏。具庆下。